# Comisión Nacional para el Desarrollo y Vida sin Drogas
La Comisión Nacional para el Desarrollo y Vida sin Drogas (DEVIDA) est un organisme interministériel péruvien chargé de la politique en matière de stupéfiants. Actuellement dirigé par l'avocat et militant des droits de l'homme Ricardo Soberon, la DEVIDA se concentre particulièrement sur les politiques agricoles et les politiques visant à substituer d'autres cultures aux cultures illégales de coca (certaines cultures de coca étant légales en vertu des pratiques traditionnelles de mastication ainsi que de l'export vers des compagnies américaines).

## Composition
La DEVIDA est présidée par un directeur général (actuellement Ricardo Soberon) nommé par le président de la République, et qui a rang de ministre d'État. Selon la loi n°28003 du 28 juin 2003, le conseil d'administration de la DEVIDA inclut par ailleurs:
- le président du Conseil des ministres (équivalent du Premier ministre) ou son représentant
- le ministre de l'Agriculture  ou son représentant
- le ministre de l'Économie et des Finances  ou son représentant
- le ministre de la Défense  ou son représentant
- le ministre de l'Intérieur  ou son représentant
- le ministre de l'Éducation  ou son représentant
- le ministre de la Justice  ou son représentant
- le ministre des Relations étrangères  ou son représentant
- le ministre de la Santé  ou son représentant
- le ministre des Transports et de la Communication  ou son représentant
- le président de l'ENACO (entreprise nationale gérant les cultures légales de coca) ou son représentant
- un représentant des Présidents des Régions du Pérou où se situent les « zones d'influence de la coca

 »
Par ailleurs, la DEVIDA possède un Conseil consultatif national, composé d'un représentant des maires des régions « sous influence des cultures de coca », de deux représentants des organisations agricoles cultivant légalement la coca (l'un représentant les cocaleros sous contrat avec l'ENACO, l'autre sous contrat avec les programmes de « développement alternatif »), ainsi qu'un représentant des ONG agréées et travaillant dans l'aide aux toxicomanes. 